# Объединение уфуэтистов за демократию и мир
Объединение уфуэтистов за демократию и мир (фр. Rassemblement des houphouëtistes pour la démocratie et la paix, RHDP) — правоцентристская политическая коалиция в Кот д'Ивуаре. Представляет себя продолжателем политического курса первого президента Кот д’Ивуара Феликса Уфуэ-Буаньи.

## История
Коалиция была создана 18 мая 2005 года в качестве союза последователей политической идеологии, которой придерживался Феликс Уфуэ-Буаньи, первый президент независимого Кот д’Ивуара (1960—1993). В неё вошли Объединение республиканцев, Демократическая партия Кот-д’Ивуара — Африканское демократическое собрание, Союз за демократию и мир в Кот-Д’Ивуаре, Движение сил будущего и Союз за Кот-Д’Ивуар.
Несмотря на образование коалиции на президентских выборах 2010 года она не выдвигала общего кандидата. На парламентских выборах 2011 года партии также в основном выставляли собственных кандидатов. Лишь в некоторых избирательных округах участвовали кандидаты от коалиции, получившие в итоге 4 парламентских места.
На президентских выборах 2015 года коалиция выдвинула президента Алассана Уаттару, лидера Объединения республиканцев, который одержал победу, получив 84 % голосов. На парламентских выборах 2016 года коалиция получила большинство мест Национального собрания (167 из 255).
16 июля 2018 года коалиция была преобразована в партию, председателем которой был избран Алассан Уаттара.